# I. János portugál király
I. János (Lisszabon, 1358. április 11. – Lisszabon, 1433. augusztus 14.) Portugália első uralkodója az  Avis-házból.

## Élete

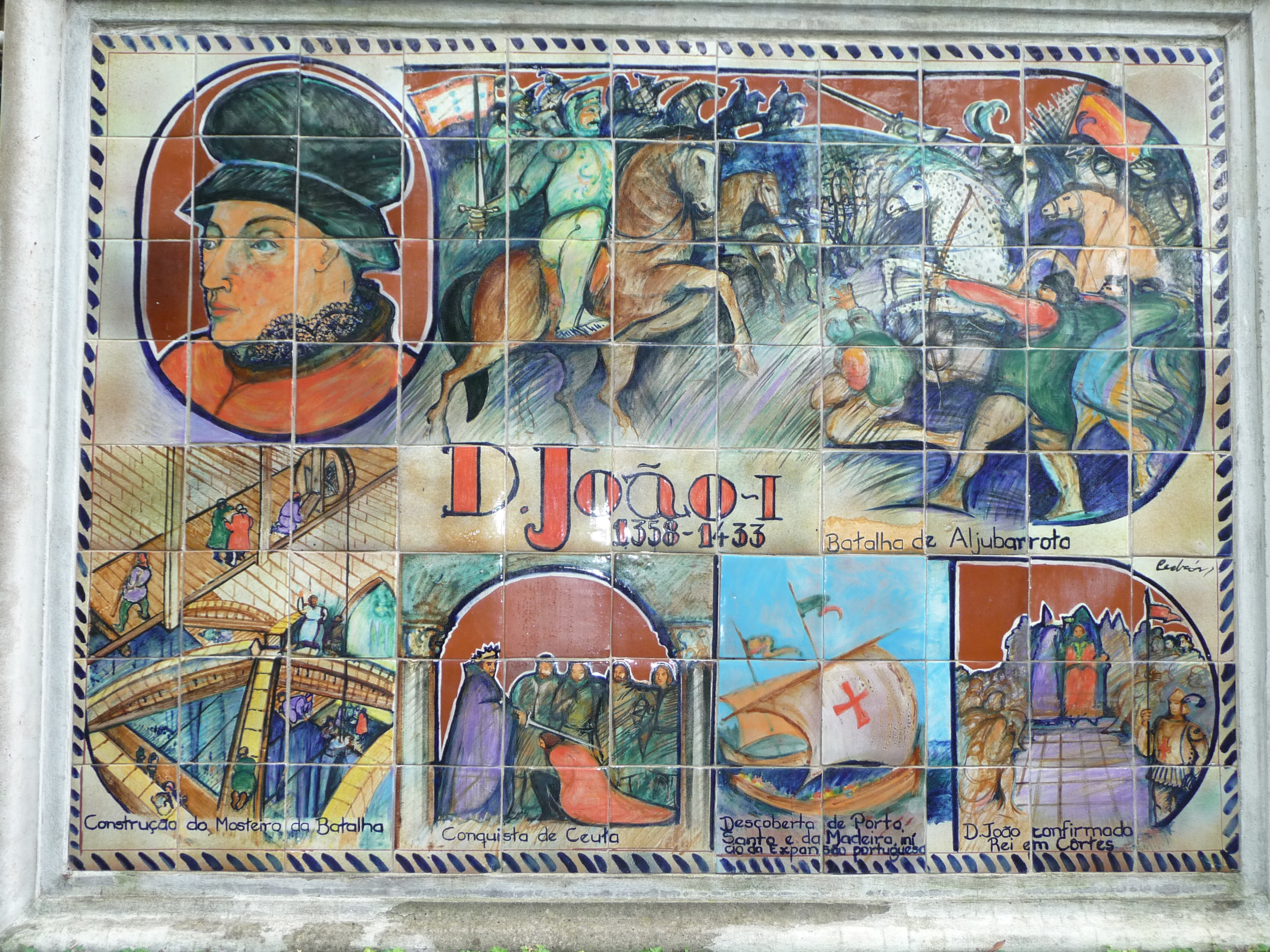
Jó János uralkodásának fő eseményei:
1. az aljubarrotai csata
2. a Batalha kolostor felépítése Lisszabon közelében,
3. Ceuta elfoglalása,
4. a Madeira-szigetek felfedezése, a portugál terjeszkedés kezdete
5. megkoronázása

I. Péter portugál király és Teresa Gille Lourenço házasságon kívüli gyermeke. Mivel bátyjával, I. Ferdinánddal kihalt az ősi Burgundiai-ház, 1383-ban Portugália nagyjai a fenyegető kasztíliai támadás miatt kormányzóvá és a haza védelmezőjévé választották. 1384-ben a kasztíliai csapatok hat hónapig ostromolták Lisszabont, és csak a pestis kényszerítette őket visszavonulásra.

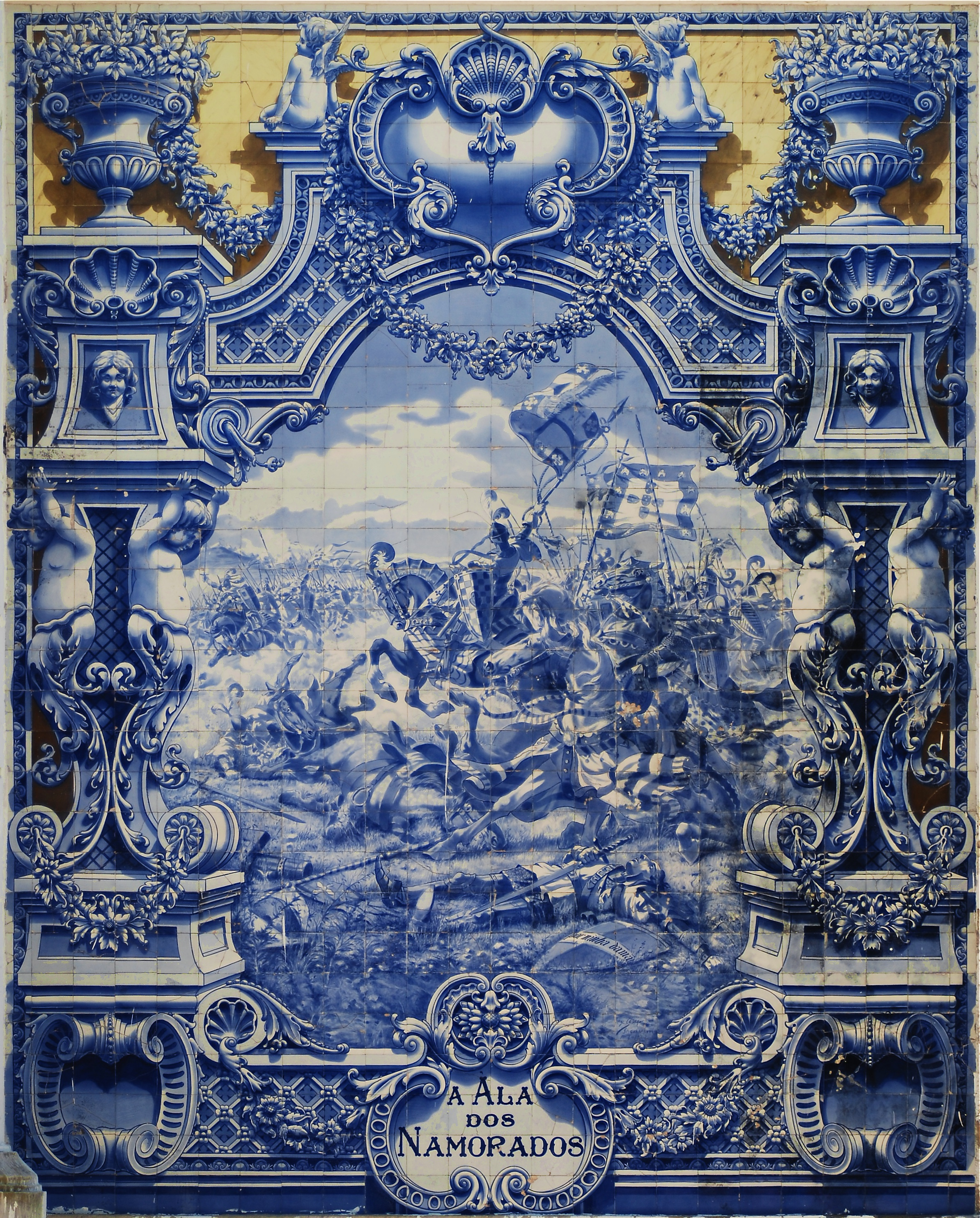
Az aljubarrotai csata részlete – azulejo (Jorge Colaço, 1922)

1385. április 6-án királlyá választották I. Jánost. 1385 májusában Trancosónál legyőzte a rivális trónkövetelő, I. János kasztíliai király seregét, majd 1385. augusztus 14-én Aljubarrotánál végső győzelmet aratott felette, amit jelentős részben a nehézlovasság ellen kidolgozott új, angol katonai stratégia átvételének köszönhetett. Ez után a rendi gyűlés is királlyá választotta. 1386 tavaszán szövetségre lépett Genti János lancasteri herceggel (John of Gaunt), aki felesége jogán magának követelte a kasztíliai trónt. Az ezt rögzítő windsori szerződés a világ legrégibb, ma is érvényben lévő diplomáciai megállapodása. A portugál csapatok ezután behatoltak Kasztíliába, és elfoglalták Badajozt, a kasztíliaiak megtorlásul felgyújtották Viseut. A két ország 1402-ben kötött békét, amit 1411-ben megújítottak.
1415-ben, három év előkészület után János fiaival meghódította Ceuta városát. A marokkói és granadai visszahódító törekvések megállítására V. Márton pápa keresztes hadjáratra feljogosító bullát adott neki. Ceutát megtartotta ugyan, de a Gibraltár és a Kanári-szigetek meghódítását célzó próbálkozásai kudarcot vallottak. Gyarmatosította a Madeira- és az Azori-szigeteket, expedíciókat indított az afrikai partok mentén.
Több egyházi épületet emelt, többek között a lisszaboni katedrálist és a batalhai kolostort. Portugál nyelvre fordíttatott egy hóráskönyvet, és törvényeit is a nép nyelvén adta ki. Portugália történelmében a „jó emlékű” (de Boa Memoria) királyként maradt fenn.

## Családja

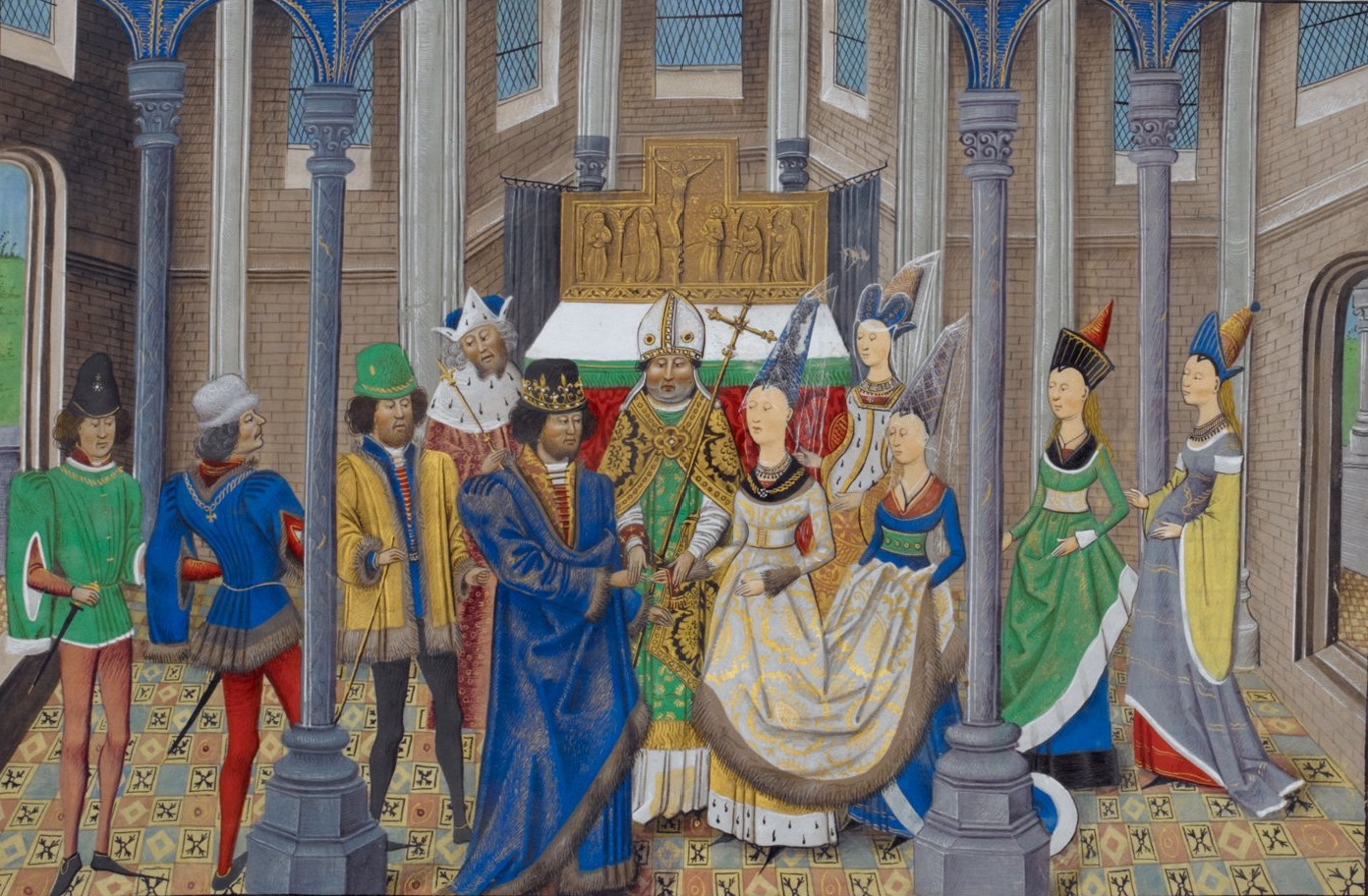
I. János és Lancasteri Filippa, 15. századi krónika

1387-ben feleségül vette John of Gaunt leányát, Lancasteri Filippát (1359-1415). Házasságukból 12 gyermek született:
- Branca (1388–1389)
- Alfonz (1390–1400)
- Eduárd (Duarte) infáns (1391–1438) trónörökös, 1433-tól Portugália királya
- Péter infáns, Coimbra első hercege (1392–1449)
- Henrik, Tengerész Henrik, Viseu első hercege (1394–1460)
- Leonóra, gyermekkorában meghalt
- Izabella infánsnő, (1397–1471), III. Jó Fülöp burgundi herceg felesége, Burgundia hercegnéje
- Branca (1398)
- János infáns (1400–1442), 3º Condestável de Portugal,
- Ferdinánd infáns (1402–1433)[3]
- Johanna (gyermekkorában meghalt)
- Dénes (gyermekkorában meghalt)

I. Jánosnak Inês Piresszel való házasságon kívüli kapcsolatából három gyermeke született:
- I. Alfonz, Bragança első hercege (1377–1461)[4]
- Branca (1378) gyermekkorában meghalt
- Beatriz (~1386÷1447), akit elvett Thomas FitzAlan, nem született gyerekük.

## Lásd még
- Portugál királyok és királynők családfája
- Edupress: Portugál egyetemmel indítana közös képzést az ELTE.

| Előző uralkodó: I. Beatrix | Portugália királya 1385 – 1433 Avis-ház | Következő uralkodó: I. Ékesszóló Duarte |